# Йоргос Амеріканос
Йоргос Амеріканос (грец. Γιώργος Αμερικάνος; 21 грудня 1942, Нікея, Греція — 7 жовтня 2013, Афіни, Греція) — грецький баскетболіст, який виступав на позиції атакувального захисника за клуби АЕК та «Аполлон», а також національну збірну Греції. Після завершення ігрової кар'єри — баскетбольний тренер.

## Ігрова кар'єра
Починав свою професійну кар'єру в АЕКу. У складі афінського клубу провів 16 років та став одним з кращих баскетболістів у його історії. За цей час він шість разів ставав чемпіоном країни (1963, 1964, 1965, 1966, 1968 та 1970). 1966 року допоміг команді дійти до Фіналу чотирьох Кубка чемпіонів. 1968 року виграв Кубок кубків, який став першим європейським титулом виграним грецькою командою. У фінальному матчі він набрав 29 очок. 1965 та 1968 року ставав найкращим бомбардиром чемпіонату Греції. 18 квітня 2015 року ігровий номер 10, під яким виступав Амеріканос, був виведений з обігу та навічно за ним закріплений.
Другим і останнім клубом в кар'єрі Амеріканоса став «Аполлон», де він провів два роки з 1975 по 1977 рік.

## Виступи за збірну
На міжнародному рівні Американос виступав за збірну Греції з баскетболу. У 68 матчах з національною командою Греції він набрав 1076 очок, що в середньому є 15,8 очка за гру. Грав на Євробаскеті 1961 та 1965, став найкращим бомбардиром Греції на обох турнірах, набираючи в середньому 15,5 очка та 17,4 очка за гру.
Також брав участь у Середземноморських іграх 1967 року, п'яти Балканських чемпіонатах (1962, 1963, 1964, 1967, 1969) і передолімпійському турнірі 1960 року.

## Тренерська кар'єра
Тренував такі команди як «Егалео», АЕК та «Аполлон». 1978 року вивів АЕК до фіналу Кубка Греції.